# Historiographie grecque

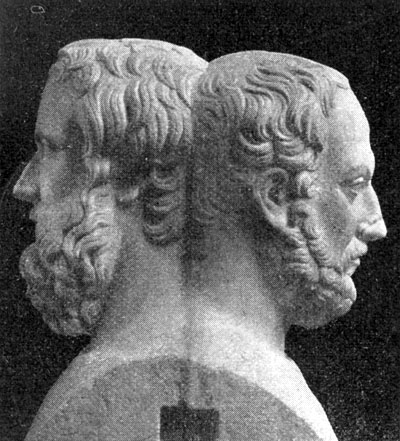
Hérodote et Thucydide

Cet article principal se veut descriptif de sa catégorie.
L'historiographie étant la discipline d'écriture de l'histoire, elle invoque pour le cas de l'Histoire de la Grèce antique des chroniqueurs, logographes et historiens de langue grecque.
Perpétuant de la discipline dans la civilisation gréco-romaine, les Romains la complèteront en leur temps par des annalistes. Vision globale de l'historiographie grecque.
 Elle apparaît à la fin du VIe siècle av. J.-C. en Ionie, et coïncide avec le développement des sciences et de la philosophie. Il s'agit d'appliquer aux récits traditionnels locaux et aux histoires rapportées ainsi qu'aux renseignements fournis par les marins et les peuples, une approche rationnelle: c'est la pratique de logographes comme Hécatée de Milet. 
Au début, on trouve des historiai à grande échelle, comme les Enquêtes d'Hérodote. Il témoigne d'une grande curiosité envers l'archéologie, l'ethnographie, la géographie, la religion et les anecdotes et permet de donner l'échelle générale de l'Histoire. On lui reprochera son manque de rationalité.
Une génération après, Thucydide.

Il écrit sur l'histoire contemporaine, et applique des normes plus rigoureuses quant à l'exactitude formelle. Il critique ses prédécesseurs immédiats ; son but n'est pas seulement de relater ce qui se produit, mais ce qui est vrai et a une valeur permanente, dans une volonté de généralisation (par exemple, c'est dans ce but qu'il évoque les causes de la guerre du Péloponnèse). Il oriente l'Histoire dans la direction de la Politique.
IVe siècle av. J.-C. : une nouvelle histoire apparaît, avec une nouvelle importance accordée au style et dans une perspective morale : Isocrate. L'Histoire devient le véhicule de l'instruction morale, et le style peut être plus important que le contenu.
Durant la période hellénistique, il s'agit d'être lisible plutôt que précis, et de donner la prééminence aux individus d'exception. Ce sera une source pour les biographes ultérieurs, notamment Plutarque, et les monographies sur des sujets particuliers. 